# Takaaki Kató
Takaaki Kató (japonsky: 加藤 高明; 3. ledna 1860 Aisai – 28. ledna 1926 Tokio) byl japonský politik, premiér Japonska v letech 1924–1926 (zemřel v úřadě). Čtyřikrát též zastával funkci ministra zahraničních věcí (1900–1901, 1906, 1913, 1914–1915). Byl zakladatelem a předsedou stran Rikken Dóšikai (Sdružení přátel ústavy) a Kenseikai (Sdružení ústavních politiků). Tu první vedl v letech 1913–1916, tu druhou v letech 1916–1926.

## Život
Narodil se v samurajské rodině. Jeho rodné jméno bylo Sokiči Hattori. Ve 13 letech byl adoptován, proto si změnil jméno podle pěstouna. Vystudoval práva na Tokijské univerzitě, absolvoval roku 1881. Po promoci nastoupil do společnosti Mitsubishi a byl jí poslán na dva roky do Londýna. Po svém návratu do Japonska v roce 1885 se stal asistentem ředitele firmy Mitsubishi. V roce 1886 se oženil s nejstarší dcerou prezidenta Mitsubishi.
V roce 1887 se stal osobním tajemníkem Šigenobua Ókumy, který byl tehdy ministrem zahraničních věcí, a spolupracoval s Ókumou na revizi nerovných smluv. Následně působil jako ředitel bankovního odboru na ministerstvu financí. V letech 1894 až 1899 působil jako velvyslanec ve Spojeném království. Roku 1900 vstoupil prvně do vlády, když se stal ministrem zahraničí. Během svého působení v Británii a na ministerstvu zahraničí pomohl položit základy anglo-japonské aliance, která byla uzavřena v roce 1902. V roce 1902 byl zvolen členem Sněmovny reprezentantů za prefekturu Kóči.
V roce 1906 byl znovu jmenován ministrem zahraničí v Saiondžiho vládě, ale po krátké přestávce rezignoval, protože byl proti znárodnění soukromých železnic (i proto, že šlo proti zájmům společnosti Mitsubishi). V roce 1908 byl znovu jmenován velvyslancem v Londýně, kde působil do roku 1912. Ihned po návratu byl znovu ministrem zahraničí, ale brzy rezignoval. Pak vytvořil vlastní stranu Rikken Dóšikai. V dubnu 1914 znovu vstoupil do vlády jako ministr zahraničí, a byl tak ministrem zahraničí při vypuknutí první světové války. Britský historik Hew Strachan napsal: "Ze všech světových státníků se v roce 1914 Kató ukázal jako nejobratnější ve využívání války pro politické účely. Na domácí půdě ji využil k prosazení dominance ministerstva zahraničí a kabinetu při tvorbě japonské zahraniční politiky. Na mezinárodní scéně využil příležitosti k redefinici vztahu Japonska s Čínou. Tím nejenže jednoduše obešel extremisty, kteří stáli proti němu; ctil také své vlastní přesvědčení, že Japonsko by mělo být velmocí po vzoru těch evropských."
Katóovo rozhodnutí, že Japonsko by mělo vstoupit do první světové války, velmi rozzlobilo politické stařešiny (genró), kteří si tradičně osobovali neformální vliv, a s nimiž vláda rozhodnutí nekonzultovala. Kromě toho Kató vyvolal značnou kontroverzi v lednu 1915, když vydal Dvacet jedna požadavků vůči Číně, což vyvolalo velký mezinárodní incident a značnou opozici na domácí půdě. V roce 1915 byl Kató císařem jmenován do Sněmovny šlechticů. V následujícím roce se stal předsedou strany Kenseikai, která se vyznačovala odporem k moci genró a podporou rozšíření volebního práva. Oponovala konzervativní straně Rikken Seijúkai.
Kató byl jmenován ministerským předsedou Japonska roku 1924. Jeho kabinet byl přezdíván Goken Sanpa Naikaku (Kabinet založený na třech proústavních stranách). Navzdory své koaliční povaze byl schopen schválit významnou legislativu. V roce 1925 byl přijat všeobecný volební zákon, který rozšířil volební právo na všechny muže starší 25 let. Omezil moc armády a Sněmovny šlechticů. Přijal také Zákon o zachování míru, který potlačil levicové politické organizace (zpochybňování soukromého vlastnictví mohlo být potrestáno až desetiletým vězením). Uzavřel sovětsko-japonskou Základní dohodu (Japonsko uznalo Sovětský svaz a stáhlo své vojáky z ostrova Sachalin). Také zavedl všeobecnou vojenskou službu a vojenský výcvik byl integrován i do osnov středních a vysokých škol. Kató usiloval o snížení vládních výdajů, ale přijal i umírněnou legislativu prosazující určitá sociální práva. Byl často kritizován za své vazby na Mitsubishi. Nicméně patřil k hlavním osobnostem demokratizační éry v dějinách Japonska (éra taišó), která trvala až do roku 1932. Někdy je dokonce označován za nejdemokratičtějšího japonského politika před druhou světovou válkou. Zemřel v úřadu na zápal plic.